# موزه چینی‌خانه
موزهٔ چینی‌خانه اردبیل در داخل مجموعه آرامگاه شیخ صفی‌الدین اردبیلی و در تالاری به نام چینی خانه که ۱۲۵۶ محفظه دارد، دایر شده است که از این تعداد هم اکنون ۱۰۰ قطعه اشیا و ظروف چینی مربوط به دوران صفویه موجود است.
در این محفظه‌ها چینی‌های اهدایی امپراتور چین به شاه‌عباس اول به مناسبت احیا جاده ابریشم و چینی‌هایی که از طرف دولت ایران به کشور چین سفارش شده بود، قرار داشته است. ظروف چینی پس از رسیدن به ایران توسط هنرمندان حکاک در اصفهان به مهر "بنده شاه ولایت عباس" ممهور شده و به اردبیل فرستاده می‌شد و در محفظه‌های تالار چینی‌خانه قرار می‌گرفت.پ
شاه عباس اول برای استراحت یا چله‌نشینی در این تالار سکنی می‌گزید. پس از امضای عهدنامه ترکمنچای بیش از ۸۰۰ عدد ظروف چینی و نزدیک به ۴۰۰۰ جلد کتاب دست‌نویس نفیس با بسیاری از عتیقه جات مجموعه شیخ صفی الدین توسط ژنرال پاسکویچ غارت شد که تعدادی از این آثار در موزه آرمیتاژ و موزه دیگری در روسیه به نمایش گذاشته شده است.